# 田中由郎
田中 由郎（たなか よしお、1955年（昭和30年）9月3日 - ）は、鳥取県八頭郡若桜町出身の元プロ野球選手（投手）。右投右打。

## 来歴・人物
八頭高校では1973年（昭和48年）、夏の甲子園鳥取県予選準々決勝に進出するが、鳥取工に敗退。卒業後は三菱重工三原に入社、1974年（昭和49年）の都市対抗で準々決勝に進出している。
1975年（昭和50年）、ドラフト1位でロッテオリオンズに入団。オリオンズは、元々別の選手を1位指名する予定だったが、最終スカウト会議においてスカウト部長だった濃人渉の主張により、田中の1位指名が決まった。濃人はこの時、田中が活躍しなかった場合は「腹を切る（辞職する）」と述べるほどの執念を見せたと伝わる。
この様に期待されたものの、オープン戦で打ち込まれ、二軍落ちを経験。
1976年（昭和51年）は僅か9試合の登板で未勝利に終わった。この成績を受けて、田中の指名を主導した濃人は自身の発言の通り、スカウト部長の職を辞し、オリオンズを退団している。
1977年（昭和52年）は27試合に登板し2勝を挙げた。ドラフト1位指名の選手であったが、1977年シーズン終了後に奥江英幸・渡辺秀武両投手との交換トレードで、わずか2年で横浜大洋ホエールズへ移籍。
1978年（昭和53年）は13試合の登板に終わった。
1979年（昭和54年）には、自身初の規定投球回に達し、自己最多のシーズン5勝を記録した。ちなみに、同年にリーグ最多与四球を記録している。
1980年（昭和55年）は前年よりも成績を落としたものの、前年と同じく5勝を挙げている。
1981年（昭和56年）は13試合の登板に終わる。
1982年（昭和57年）は公式戦で投げる機会が無かった、この年オフに解雇され、現役を引退した。

## プレースタイル・人物
アンダースローの速球派で、ストレートは打者の手もとでホップすると形容された。変化球はカーブ、シュート、決め球はシンカーであった。
その一方でスタミナに課題があり、疲労によって上体だけで投げ込むようになり、球速が急激に落ちるという欠点を抱えていた。また、1979年には投球回数141.1回ながら80四球を記録しリーグ最多与四球となるなど、制球にも課題を抱えていた。
また、選手としての素質は高く評価されており、現役を引退する前年に発行された『昭和56年度版プロ野球大百科（勁文社刊）』には、「スカウトはどんな人でも、田中の素質にはほれぼれしてしまいます」という記述があった。
社会人野球時代の後輩で同じ鳥取出身の角盈男は評価の高かった田中がプロ入り後に伸び悩んでいたのを見て、当初プロ入りを躊躇していたという。

## 詳細情報

### 年度別投手成績
| 年 度     | 球 団     | 登 板 | 先 発 | 完 投 | 完 封 | 無 四 球 | 勝 利 | 敗 戦 | セ 丨 ブ | ホ 丨 ル ド | 勝 率 | 打 者 | 投 球 回 | 被 安 打 | 被 本 塁 打 | 与 四 球 | 敬 遠 | 与 死 球 | 奪 三 振 | 暴 投 | ボ 丨 ク | 失 点 | 自 責 点 | 防 御 率 | W H I P |
| --------- | --------- | ----- | ----- | ----- | ----- | -------- | ----- | ----- | -------- | ----------- | ----- | ----- | -------- | -------- | ----------- | -------- | ----- | -------- | -------- | ----- | -------- | ----- | -------- | -------- | ------- |
| 1976      | ロッテ    | 9     | 3     | 1     | 0     | 0        | 0     | 2     | 1        | --          | .000  | 126   | 29.1     | 28       | 4           | 13       | 0     | 2        | 16       | 1     | 0        | 20    | 18       | 5.59     | 1.40    |
| 1977      | ロッテ    | 27    | 7     | 0     | 0     | 0        | 2     | 6     | 3        | --          | .250  | 236   | 53.2     | 45       | 8           | 26       | 2     | 5        | 45       | 1     | 0        | 29    | 24       | 4.00     | 1.32    |
| 1978      | 大洋      | 13    | 0     | 0     | 0     | 0        | 0     | 0     | 0        | --          | ----  | 83    | 16.2     | 19       | 6           | 13       | 2     | 2        | 12       | 1     | 0        | 16    | 8        | 4.24     | 1.92    |
| 1979      | 大洋      | 45    | 13    | 0     | 0     | 0        | 5     | 6     | 1        | --          | .455  | 621   | 141.1    | 125      | 18          | 80       | 5     | 1        | 95       | 1     | 0        | 73    | 66       | 4.21     | 1.45    |
| 1980      | 大洋      | 33    | 16    | 2     | 0     | 0        | 5     | 10    | 0        | --          | .333  | 432   | 96.0     | 100      | 12          | 47       | 2     | 5        | 61       | 0     | 0        | 59    | 51       | 4.78     | 1.53    |
| 1981      | 大洋      | 12    | 0     | 0     | 0     | 0        | 0     | 0     | 0        | --          | ----  | 84    | 18.1     | 23       | 3           | 9        | 2     | 0        | 7        | 0     | 0        | 12    | 12       | 6.00     | 1.75    |
| 通算：6年 | 通算：6年 | 139   | 39    | 3     | 0     | 0        | 12    | 24    | 5        | --          | .333  | 1582  | 355.1    | 340      | 51          | 188      | 13    | 15       | 236      | 4     | 0        | 209   | 179      | 4.54     | 1.49    |

- 各年度の太字はリーグ最高

### 記録
- 初登板：1976年4月10日、対阪急ブレーブス前期1回戦（宮城球場）、7回表2死に3番手で救援登板、2/3回1失点
- 初奪三振：1976年6月20日、対近鉄バファローズ前期9回戦（明治神宮野球場）、7回表に栗橋茂から
- 初先発：1976年6月27日、対近鉄バファローズ前期11回戦（日生球場）、2回1/3を1失点
- 初完投：1976年6月28日、対阪急ブレーブス前期13回戦（阪急西宮球場）、8回7失点（自責点6）で敗戦投手
- 初セーブ：1976年9月30日、対日本ハムファイターズ後期12回戦（宮城球場）、6回表に2番手で救援登板・完了、4回無失点
- 初勝利：1977年5月18日、対阪急ブレーブス前期8回戦（後楽園球場）、4回表1死に2番手で救援登板、3回無失点
- 初先発勝利：1979年8月30日、対ヤクルトスワローズ18回戦（明治神宮野球場）、7回0/3を1失点
- 初完投勝利：1980年6月11日、対ヤクルトスワローズ7回戦（明治神宮野球場）、9回3失点

### 背番号
- 14 （1976年 - 1977年）
- 35 （1978年 - 1979年）
- 12 （1980年 - 1982年）